# Житна нива с гарвани
Житна нива с гарвани, (на нидерландски: Korenveld met kraaien) е картина на нидерландския художник Винсент ван Гог, нарисувана през месец юли 1890 година, няколко седмици преди неговата смърт. Както и други създадени от Винсент през този период, тя е върху платно с размери на двоен квадрат (прибл. 50х100 см). Счита се за една от най-значимите му творби.

## История
Създаденият през 1956 година филм по романа на Ървинг Стоун, Жажда за живот (филм) представя версията, че след завършването на картината си ван Гог се самоубива. Установено е, че тя е завършена 19 дни по-рано и изследователите са убедени, че след тази картина има създадени други, като например Житно поле